# I-motívum
Az i-motívumú DNS (a beágyazott motívumú DNS rövidítése) a G-kvadruplexekhez hasonló citozingazdag 4 szálú DNS-szerkezet. Gátolja a telomerázt, így rákterápiában való használatát sokszor kutatták.

## Történet
A szerkezetet először 1993-ban fedezte fel Maurice Guéron a palaiseau-i École Polytechnique-ben. Két protonált citozinbázispárt (C·C+) tartalmazó antipárhuzamos kétszálú DNS-komplex 4 szálú DNS-sé valóasszociációjakor fedezte fel. Eredetileg csak in vitro fedezték fel, általában kicsit savas pH mellett, de 2018-ban humán sejtek magjában is észlelték. Új antitestet is létrehoztak, mely erősen i-motívum-specifikus, más DNS-ekhez nem köt, így optimális az i-motívumok azonosítására a sejtekben.
2018. áprilisi közleményükben dr. Mahdi Zeraati et al. kimutatták, hogy e komplexek folyamatosan jönnek létre és szűnnek meg folyamatosan változó hőmérsékletük miatt, mely a génexpresszió és a sejtnövekedés szabályzásában fontos lehet. Bár pontos funkciójuk ismeretlen, átmeneti természetük alapján megismerhető biológiai szerepük. Elsősorban a sejtciklus G1 fázisában és promoterekben vannak jelen, és befolyásolhatják, mely gének olvashatók, így fontos lehet a gének be- és kikapcsolásának szabályzásában. További kísérletek folynak az i-motívumok nanotechnológiai szerepe iránt azok bioszenzorként és nanogépként való használata terén, és a rákterápia előrehaladásában is fontosak lehetnek.

## Szerkezeti áttekintés

RNS-i-motívum-szerkezet a kvadruplex citozinjaival.

C·C^{+} bázispár i-motívumban. A párosodási energia 169,7 kJ/mol.

A közbeékelt guaninokkal rendelkező G-kvadruplexekhez hasonlóan az i-motívumok többségükben citozint tartalmazó antipárhuzamos oligodezoxinukleotidokból állnak. Itt a kölcsönhatások a citozinok hemiprotonálásával és Hoogsteen-bázispárosodással történik. Két fő közbeékelt topológiába sorolhatók az i-motívumok, ezek a 3’-E, ahol a külső C:C+ a 3’-végen van, és az 5’-E, ahol az 5’-végen. A 3’-E stabilabb a nagyobb cukor-cukor érintkezésektől. Ennek oka a két topológia van der Waals-energiáiban. A cukor-cukor érintkezések kölcsönhatásai a kis bemélyedések mentén optimális vázcsavarodást tesz lehetővé, mely a bázishalmozódás létrejöttét és a molekula stabilitását okozza. Azonban az i-motívumok stabilitása az egymással kölcsönható citozinok számától függ: minél több a hidrogénkötéssel egymással kölcsönható citozin, annál stabilabb a molekula. A stabilitást ezenkívül befolyásolják a hőmérséklet, a sókoncentráció és a pH.
Bár sok i-motívum enyhén savas (4,2–5,2) pH mellett a legstabilabb, egyes i-motívumok semleges pH-ban alakulnak ki, ahol a szabad protont a szerkezetkialakítás során használja fel a nukleinsav. Ezek bizonyos körülmények, például alacsony hőmérséklet (277 K), molekulatömörülés, negatív szuperhelicitás és Ag+ jelenléte esetén alakulhatnak ki. A negatív szuperhelicitás fontos az i-motívumok semleges pH melletti stabilizálásához.
Az i-motívumok biológiai környezetekben is kialakulhatnak. E szerkezetek számos sejtbeli helyben, például sejtmagban, citoplazmában, telomerekben és promoterekben is ismertek. Megtalálhatók sejtfolyamatokban is, például a G1 sejtciklusfázisban.

## Stabilitás
Nukleinsav-szerkezetként az i-motívum stabilitása függ a szekvencia természetétől, a hőmérséklettől és az ionerősségtől. Szerkezeti stabilitása elsősorban a hattagú aromás pirimidinek közti csekély átfedésen alapul az egymást követő bázispárok közbeékelődő geometriája miatt. Az antipárhuzamosan elrendezett cikluson kívüli karbonil- és aminocsoportok fontosak a C:C+ bázispárok stabilitásához a töltött aminocsoportok közti elektrosztatikus taszítás kompenzációjának hiánya miatt. Egyéb tényezők, például a C-sorozat hossza, a cukor-foszfát, sapka-kötőkör és ionos kölcsönhatások, a molekuláris tömörülés és a szuperhelicitás is befolyásolják az i-motívum-stabilitást.

### C:C+bázispárok
A C:C+ bázispárok adják az i-motívum-stabilitás nagyját a 3 hidrogénkötés miatt. Ezt jelzi, hogy az i-motívum bázispárosodási energiája (BPE) 169,7 kJ/mol, viszonylag nagy a C·C és a Watson–Crick-féle G·C-hez képest (68, illetve 96,6 kJ/mol). A legstabilabb központi hidrogénkötést a C:C+-ban (N3··H··N3) kétkutas potenciálúként írják le a proton két nitrogén közti oszcillációja miatt, a protontranszfer-sebesség 8·104 s−1.
Waller csoportja és Mir et al. tanulmányai az elektrosztatikus kölcsönhatások fontosságát emelte ki a C:C+ bázispár stabilitásában. Waller et al. a 2-dezoxiriboguanilkarbamid (GuaUre-dR) kemoterápiás szer hatását vizsgálták a humán telomerekben. Azt találták, hogy a GuaUre-dR hozzáadása csökkenti a pH-t az azt nem tartalmazó i-motívumokhoz képest. Mir et al. kimutatták, hogy a pszeudoizo-dezoxicitidin (psC) hozzáadása a fej-fej és fej-farok i-motívum-dimerek stabilitását növelte a C:C-sorozat végén lévő semleges psC:C esetén. Mindkét tanulmány kimutatta, hogy a szerkezetek magjában lévő pozitív töltések járultak leginkább a C:C+ bázispár stabilitásához.
A C:C+ környezeti feltételeinek megváltozásakor Watkins et al. stabilitásváltozást figyeltek meg. A C:C+ bázispár az 5. helyen halogénezett (fluorozott, brómozott, jódozott) származékaival a citozin helyén növelték az i-motívum-stabilitást savas pH mellett. Ezzel elindult a vizsgálat citozinmetiláció és ennek pH-ra gyakorolt hatása terén is. Az 5. helyen való citozinmetiláció növelte az átmenet közepi pH-t és az i-motívumok {\displaystyle T_{m}}-ét. A hidroximetiláció mindkét téren csökkenést okoz.

### Foszfátváz-cukor kölcsönhatások
Az i-motívum kis bemélyedése két egymást taszító negatív töltésű oldalból álló foszfátvázat tartalmaz, melyek közt egyensúly kell a szerkezet stabilizálásához. A hidrogénkötések és a van der Waals-erők a kis bemélyedés cukrai közt a tetramer i-motívum d(CCCC) szakaszában stabilizálják annak kis bemélyedését. A 3’-E és 5’-E topológiák stabilitását molekuladinamikai szimulációkkal figyelték meg a foszfátvázak közti taszítás meghatározásához. A megfigyelt stabilitás az alátámasztó kölcsönhatásokból származik, így az a cukorkölcsönhatások és az összekötő kör egyensúlyától függ. Ennek oka a hidrogénkötés alacsony szabadenergiája (2,6 kJ/mol) az i-motívumban.
Modifications to the phosphate backbone have been seen in research in which an alternative to the phosphate backbone was studied. Oligodeoxycytidine phosphorothioates can form intramolecular and intermolecular i-motifs. Mergny and Lacroix determined that the addition of a bulky methyl group had a destabilizing effect on the i-motif formation when they compared phosphorothioate, the natural phosphodiester, methylphosphonate, and peptide linkages and determined that only phosphodiester and phosphorothioate oligodeoxynucleotides were capable of forming stable i-motifs.

### Környezeti körülmények
Az i-motívumok keletkezésének vizsgálata fiziológiás pH mellett a molekuláris tömörülés, a szuperhelicitás-kialakulás és a kationos körülmények szimulációját igényli. Nagy molekulatömegű polietilén-glikolok használatával kongesztált molekuláris és magi környezeteket indukáltak. A citozin N3-pKa-növekedése alapján e körülmények a kvadruplexeket és i-motívumokat preferálták a két- és egyszálú DNS felett az i-motívum-képzés és protonáció indukciója során semleges pH-n. A negatív szuperhelicitás segíti az i-motívum-képzést fiziológiás körülmények közt. A G-kvadruplex- és i-motívum-képzés semleges pH-n történhet, ha az ezeket alkotó MYC-onkogén-promoter-szakaszok szupertekercselt plazmidban vannak, mindkét szerkezet szuperhelicitását indukálva. Ezek megszüntetésének feltételei azon alapulnak, hogy az i-motívum destabilizálja a kétszálú szerkezeteket. Ez a transzkripciós folyamatot is tükrözi, melyben a szupertekercselt DNS egyszálúvá bomlik, negatív szuperhelicitást okozva. Az i-motívum-stabilitást az ionkoncentráció befolyásolhatja. A Na-hozzáadás növeli az i-motívum destabilizációját a JUN protoonkogénről 4,8-es pH esetén. Az i-motívum-stabilitás csökkenése megfelel az ionkoncentráció növekedésének egy n-Mycből származó i-motívum tanulmányában. Azonban nem találtak jelentős stabilitáskülönbséget 5 mM Mg2+, Ca2+, Zn2+, Li+ vagy K+ hozzáadásakor 100 mM NaCl jelenlétében 6,4-es pH esetén.

### Bázismódosítások
További vizsgálatok szükségesek a bázismódosítások i-motívum-stabilitásra gyakorolt abszolút hatásáról, de beszámoltak tanulmányok a stabilitást befolyásoló bázismódosításokról. Két példa erre a citozin 5-metilcitozinra és a timin 5-propiniluracilra való cseréje, ezek növelik a stabilitását. A bázismódosítások fontosak lehetnek pH-/hőmérséklet-dependens i-motívum-szerkezetiminták tekintetében.

## Keletkezés
Az i-motívumok a sejtmagokban félprotonált C–semleges C bázispárok kapcsolódásával alakulnak ki enyhén savas pH-val. In vitro ezek telomerekből származó DNS-ekre utaló jelekkel rendelkezhetnek. Számos biofizikai technika használatával kimutatták, hogy az i-motívum centromerekből és protoonkogén-promoterekből származnak. Ezek elemzése alapján a szerkezetek általános stabilitása a citozinok mennyiségétől és a körök hosszától és összetételétől függ az intra- és intermolekuláris szerkezetekben is.
Bár ismert, hogy a C-gazdag szakaszok i-motívumokat alkothatnak in vitro, még vitatott, hogy in vivo léteznek-e négyszálú i-motívum-szerkezetek a humán genomban. Igazolták, hogy az i-motívumok fiziológiai pH esetén létrejöhetnek bizonyos molekulatömörülési feltételek és transzkripció során indukált negatív szuperhelicitás esetén. Egy 2014-es tanulmány kimutatta, hogy az i-motívumok bizonyos genomszakaszok általi létrejötte semleges pH esetén is létrejöhet, és befolyásolják a DNS-feldolgozásban a keletkezésük után a replikációt és transzkripciót.

### G-kvadruplex-keletkezés
Az i-motívumok a G-kvadruplex-képző szakaszok bármely komplementer szakaszából létrejöhetnek. A G-kvadruplexek helikálisak és G-gazdag nukleinsavakban találhatók. E másodlagos szerkezetek G-tetrádokból állnak, melyek állhatnak 1, 2 vagy 4 szálból. A G-kvadruplex-képző szakaszok i-motívum-képzési hajlamának ismeretében Waller et al. a Quadparser algoritmust használták a humán genom i-motívum-képző szakaszai számának meghatározására. Ez 4 ötcitozinos C-szakaszból állt változó számú (1–19) nukleotiddal. A humán genom egészében 5125 szakasz lehet képes i-motívum-képzésre, ezek 12,4%-a (637) található promoterek szakaszaiban. A promotereknek megfelelő ontológiai kódok alapján az i-motívum-képzés elsősorban a DNS-kötéshez, a DNS-templátú transzkripcióhoz, a vázrendszerfejlődéshez és az RNS-polimeráz II pozitív transzkripciószabályzásához kötődik.

## Kölcsönható ágensek és ligandumok

### G4-ligandumokból származó kölcsönható ágensek

#### Tetra-(N-metil-4-piridil)porfirin (TMPyP4)
Az i-motívum-kötő ligandumot meghatározó első tanulmányt Hurley et al. végezték 2000-ben. A tetra-(N-metil-4-piridil)porfirin (TMPyP4) és a humán telomerszakaszból származó tetramolekuláris i-motívum kölcsönhatását vizsgálták a DNS-olvadáspontot jelentősen nem változtató elektroforetikus mobilitáseltoló assay-vel (EMSA). A ligandum a G4-gyel az i-motívumon kölcsönhat, deregulálva a MYC-expressziót és gátolva a telomerázt. Két TMPyP4 koordinál az i-motívummal annak tetején és alján NMR-kísérletek alapján.

#### Fenantrolin- és akridinszármazékok
E magokra a fenantrolinszármazékok jellemzők G4-kötő és telomerázgátló képességük miatt. Ez növeli az i-motívum olvadáspontját. A fenantrolinszármazékok a C:C bázispárhoz kötnek, a normál G-kvadruplexé alá csökkentve a kötési állandót. A G4-ligandumok közt vannak akridinszármazékok is, és fluoreszcenciarezonanciaenergiatranszfer-assay-k (FRET) révén a dietiléntriamint (BisA) az i-motívumok és a G4-ek esetén is olvadáspont-növelőként írták le, míg az akridinmonomernek (MonoA) nincs ily hatása.

#### Makrociklikus tetrakonazolok, L2H2-4OTD
A telomesztatinon, egy természetes telomerázgátlón alapulva makrociklikus polioxazolokat is előállítottak. Ezek hozzá hasonlóan kötnek a G4-gyel való kölcsönhatáskor π–π csoportképzéskor. Kisebb makrociklusokat, penta- (L2H2-5OTD) és tetraoxazolokat (L2H2-4OTD) is kifejlesztettek amin-R-csoportokkal stabilitás és kötőhely megfigyeléséhez i-motívumon. A ligandumméret csökkentése csökkenti a stabilizáló hatást a G4-képző szakaszokon. Az L2H2-4OTD-k az i-motívum telomerjeinek 1. és 2. köréhez kapcsolódnak, deformálva a C3–C15, a C2–C14 és a C8–C20 bázispárokat az i-motívum-szerkezet fenntartásával.

#### Mitoxantron, tiloron és tobramicin
A mitoxantron stabilizálja az i-motívumot és a G4-et és segíti semleges pH melletti létrejöttüket, az i-motívumhoz jobban köt a dsDNS-nél. A tiloron és a tobramicin tiazolnarancs-fluoreszcenciaintenzitás-elmozdításos (FID) assay révén felfedezett i-motívum-ligandumok.

#### Karbonsav-módosított egyfalú szén nanocsövek (SWCNT) és grafén kvantumpontok (GQD)
Az SWCNT-k az i-motívumokat vízmolekulákat elvonzva stabilizálják, a GQD-k a DNS-be ékelődnek, segítve az i-motívumok körrégiók végösszeállásával való keletkezését és lehetővé téve azok oldószerelérés-csökkentéses stabilizálását.

### Biológiai funkciókhoz használt ligandumok
Számos i-motívum-ligandum van, melyeket biológiai funkciókhoz használnak, például az IMC–48 és –76, a nitidin, az NSC309874, az akridonszármazékok és a PBP1. Az IMC–48 stabilizálja a Bcl-2-i-motívum-szerkezetet annak expressziójának növelésével. Az IMC–76 a Bcl-2-hajtűszerkezetet stabilizálja annak expressziócsökkentésével. A nitidin az i-motívum/hajtű hibrid hajtűjét destabilizálja, a komplementer G4-gyel nincs jelentős kölcsönhatása, és csökkenti a k-ras-expressziót  afelé mutatott szelektivitásával. Az NSC309874 stabilizálja a PDGFR-b i-motívumot a komplementer G4-gyel való jelentős kölcsönhatás nélkül, csökkentve annak expresszióját. Az akridonszármazékok a MYC i-motívumát stabilizálják jelentős G4-kölcsönhatás nélkül, csökkentve a MYC-expressziót. A PBP1 stabilizálja a Bcl-2-i-motívum-szerkezetet és segíti képződését semleges pH-ban, erősítve a Bcl-2 expresszióját.

### Fluoreszcens ellenőrző ligandumok
Fluoreszcens i-motívum-ligandumok például a tiazolnarancs, a 2,2’-dietil-9-metilénszelenakarbocianin-bromid (DMSB), a kristályibolya, a semleges berberinvörös, a tioflavin T és az eredetileg G4-re használt periléntetrakarbonsavdiimid-származékok.

## Biológiai funkció
A gének szabályzó régióiban, a kromoszómavégeken és a telomereken hosszú GC-gazdag DNS-szakaszok vannak. E C-gazdag részek sok élőlényben megtalálhatók, így feltehetően in vivo létezhetnek i-motívumok. Feltehetően a génszabályzásban, -expresszióban, a telomerázgátlásban, a DNS-replikációban és -javításban fontosak. Bár kevés i-motívum ismert élő sejtekben, vannak indukálható i-motívum-képző körülmények. Így történő létrehozásukkal jobban vizsgálhatók.

### Génszabályzás és -expresszió
Egyes gének promoterei C-gazdagok. A humán gének több mint 40%-ában vannak, különösen onkogénekben, vázrendszerfejlődési génekben és DNS-feldolgozó helyeken, ez megerősíti, hogy az i-motívumok géntranszkripció-szabályzók. Egy selyemhernyó-transzkripciósfaktor, a BmPOUM2 promoteréről kimutatták, hogy i-motívumokat alkot. Ez egy szárnylemezkutikula-képzést metamorfózis során befolyásoló gént szabályoz, az i-motívum-képzés erősíti. Ez példa az i-motívum által befolyásolt biológiai funkcióra. A humán telomer-DNS (hTelo) is alkot i-motívumokat in vivo. Ezt iMabbal való fluoreszcens jelöléssel erősítették meg. Ezek a humán genom szabályzó régióiban találhatók a G1 végén, vagyis az i-motívumok a fejlődésben fontos géneket szabályoznak. Bár még nem ismert ezek igazsága és hogy mely géneket szabályozza, e tanulmány fontos a humán genom i-motívumai szerepében és alkalmazásaiban.
Hasonló szerepük a transzkripciósfaktor-kötés segítése transzkripció során. Ennek egyik módja a DNS ideiglenes bomlása i-motívumokká és G-kvadruplexekké a promoterekben, például a BCL2 esetén, lehetővé téve egyszálú DNS transzkripcióját.

### Telomerázgátlás
A kromoszómavégi G-kvadruplex- és i-motívum-képződés gátolhatja a telomerázt. Az i-motívumok a telomerázkötést gátolva csökkentik a telomerhosszabbítást. Ez a telomervégek eltávolítását okozza, kitéve a telomereket és DNS-károsodás-választ okozva, gátolva a gyors tumornövekedést. Mivel az i-motívumok nem stabilak magukban, a szelektív i-motívum-kötő és -stabilizáló ligandumok felfedezése fontos a telomerázgátlásban. A CSWNT-hez kötve in vitro és in vivo is gátolják a telomerázfunkciót a ráksejtekben, ezt TRAP assay-vel mutatták ki.

### Ligandum-kölcsönhatás
A ligandumkötés nőhet és befolyásolhatja az i-motívum funkcióit. Az első ismert szelektív i-motívum-kötő ligandum a karbonsav-módosított egyfalú szén nanocső (CSWNT). Ez az 5’-végi nagy bemélyedésbe kötve indukál i-motívumokat. Ez jelentősen növeli a hőstabilitást savas és fiziológiai pH esetén is. Így a CSWNT az i-motívum-képződést a Watson–Crick-bázispárosodásnál jobban segíti 8-as pH esetén. Továbbá sok, a génexpresszióban fontos fehérje és ligandum felismer C-gazdag oligonukleotidokat, például a poli-C-kötő fehérje (PCBP) és a heterogén magi ribonukleoprotein K (HNRPK) is.
C-gazdag egyszálú oligonukleotidok jelenlétében a PCBP-k számos funkciót el tudnak látni, például stabilizálják az mRNS-t, represszálják vagy erősítik a transzlációt a C-gazdag egyszálú cél-oligonukleotid függvényében. A PCBP-khez hasonlóan a HNRPK szelektíven tudja modulálni fehérjék, például a KRAS és a VEGF promotereit C-gazdag szakaszok, például i-motívumok jelenlétében. Ilyen C-gazdag szakaszok a humán genom egészében vannak, így számos fehérje céljai, melyek többféleképp és több helyen tudják befolyásolni a génexpressziót.

### DNS-replikáció és -javítás
Az i-motívumok befolyásolhatják a DNS-replikációt és -javítást. Egy kísérletben i-motívum-képző szakaszokat helyeztek el egy DNS-polimeráz által replikált DNS-szálba. E kísérlet a selyemhernyók i-motívumaira irányult, és a DNS-polimeráz megállt, vagyis az i-motívumok gátolhatják a DNS-replikációt és -javítást. Ez erősebben jelentkezett a hajtű-DNS-eknél termodinamikai hasonlóságuk ellenére. Ezt az i-motívum topológiája okozza. Az i-motívum más DNS-ekhez képest egyedi, mivel beékelt, így nem bomlik szét, ez állítja meg a DNS-polimerázt. A sztérikus gátlásnak is tulajdonítható a hatás, mely nem engedi a DNS-polimeráz-kötést.

### Egyéb
A G-kvadruplex-képződés a komplementer DNS-szál C-gazdagságát, így i-motívum-képző képességét okozza, de nincs mindig így, mivel a legtöbb i-motívum-képződés a G1 fázisban történik, míg a G-kvadruplexek elsősorban az S fázisban képződnek.

## Alkalmazások
Az i-motívumok alkalmazása biológiai témák köré csoportosul, például bioszenzorként, gyógyszeradagolásra és molekuláris váltóként használják. Legtöbb jelenlegi alkalmazásuk a pH-érzékenységen alapul. A pH-érzékeny rendszerek fejlesztése, beleértve a ligandumkötést, nagy érdeklődést mutat az orvostudományban, különösen a rák észlelésében és kezelésében.

### Bioszenzorok
A B-DNS→i-motívum konformációváltozás savas körülmények közt alkalmassá teszi a glükózszint kolorimetriai ellenőrzésére. A Poli(24C)-MB glükózészlelő rendszer élőlények glükózoxidációkor történő pH-csökkenését észleli. Ennek festéke, a metilénkék (MB) nem köthet i-motívum-indukciókor, egyértelmű színváltozást okozva. A rendszer egyszerű, hatékony és az i-motívum révén pontos.

### Gyógyszerbeviteli rendszerek
Az arany-nanorészecske/i-motívum konjugált rendszerek pH-indukált gyógyszerbeviteli rendszerként használhatók. Egy DNS-konjugált arany-nanorészecskékkel (DNS-GNP) végzett tanulmány C-gazdag ssDNS-szakaszokat tartalmazó szállítómolekulát hozott létre, mely i-motívumokat hoz létre tumorsejtekben savas endoszómáik miatt. Normál sejtekbe lépve nem történik változás, de tumorsejtekben i-motívum-konformációt indukál a doxorubicin, egy leukémia és Hodgkin-limfóma elleni szer sejtbe vitelét aktiválva. E módszer nemcsak hatékony gyógyszerbeviteli rendszer, hanem ráksejtészlelésre is használható festékkel vagy fluoreszcens anyaggal a kolorimetriás módszerhez hasonlóan.

### Teranosztika
A savas pH esetén keletkező i-motívum-képződés és a tumorsejtek endoszómái savassága miatt a rákterápiában és teranosztikai alkalmazásokban is kutatták. Takahasi et al. tanulmányukban kimutatták, hogy a CSWNT-k használata gátolja a telomerázaktivitást, ami a tumorsejtek apoptózisát okozhatja. Ennek oka, hogy a fizetin az i-motívumokat hajtűkké alakítja, mely fontos lehet a különböző rákgyógyszer-terápiákban. A fizetin i-motívum-kötése a VEGF, egy angiogenezis-jelzőfehérje promoterében hajtűvé való konformációs változást okoz, gátolva annak működését. A fizetin feltehetően az i-motívum köréhez köt, és kötésekor fluoreszkál. E kötés használható i- és guanintartalmú i-motívumok képződésének észlelésre. E tanulmány az i-motívumok rákkezelésre és -észlelésre való használatának lehetőségét vizsgálta.

### Molekuláris váltók
A Bonni Egyetemen végzett tanulmányban jelent meg az i-motívumok használati módja molekuláris váltóként. A kutatók DNS-gyűrűt állítottak elő C-gazdag DNS-szakaszokkal. 5-ös pH esetén ezek i-motívumokká álltak össze, a gyűrűk a zacskózáráshoz hasonlóan szűköltek. 8-as pH esetén ezek visszaálltak lineáris formájukra, tágítva a gyűrűt. A pH alapján szűkülő és táguló gyűrűk a katenánokhoz és rotaxánokhoz hasonló komplexebb egymásra záruló DNS-szerkezetek létrehozására használhatók. E tanulmány kiemelte, hogy az i-motívum-befolyásolás a nanomechanika új lehetőségeit jelentheti. Egy másik tanulmány kimutatta, hogy a CSWNT-k i-motívum-képzést indukálhatnak humán telomer-DNS-ben és redoxiaktív metilénkékcsoport 3’- és elektród 5’-véghez kapcsolásával befolyásolhatják. Az i-motívumban e módosult DNS jelentősen növeli a csak CSWNT-kre reagáló Faraday-áramot, lehetővé téve adott szénnanocső-típus észlelését 0,2 ppm közvetlen észlelési korláttal.

## Fordítás
Ez a szócikk részben vagy egészben  az   i-motif DNA című angol Wikipédia-szócikk ezen változatának fordításán alapul.  Az eredeti cikk szerkesztőit annak laptörténete sorolja fel. Ez a jelzés csupán a megfogalmazás eredetét és a szerzői jogokat jelzi, nem szolgál a cikkben szereplő információk forrásmegjelöléseként.